# Polyporus dictyopus
Polyporus dictyopus är en svampart som beskrevs av Mont. 1835. Polyporus dictyopus ingår i släktet Polyporus och familjen Polyporaceae.   Inga underarter finns listade i Catalogue of Life.